# 그랜드바하마섬

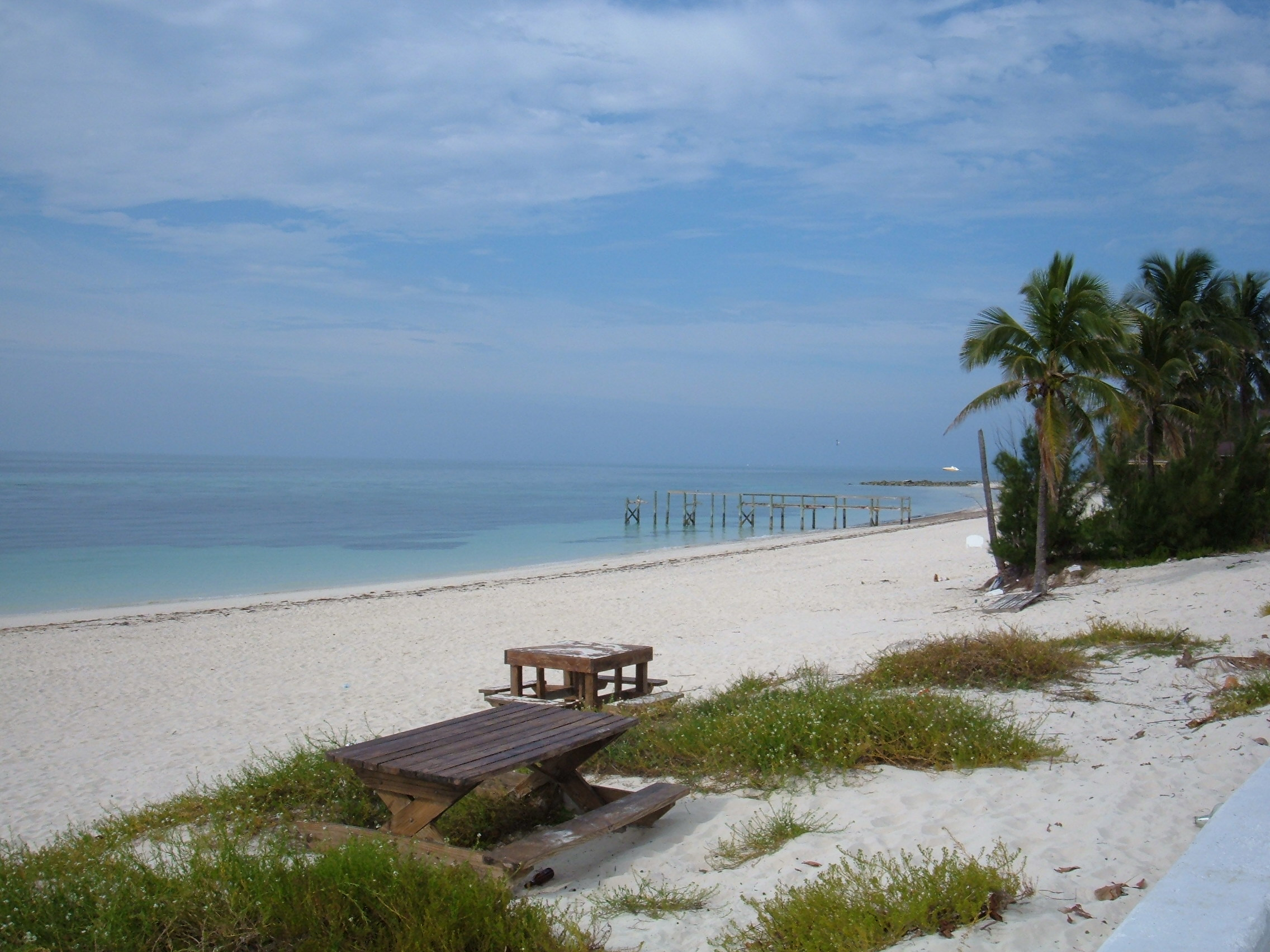
그랜드바하마 섬의 해변

그랜드바하마섬(Grand Bahama)은 바하마의 섬으로, 인구는 51,756명이다. 바하마 북서쪽에 위치하고 있으며, 섬 내의 도시는 프리포트, 루카야, 웨스트엔드가 있다.